# Bahnhof Spielfeld-Straß

Der Bahnhof Spielfeld-Straß ist der Grenzbahnhof der österreichischen Südbahn bzw. der Triester Bahn in der Gemeinde Straß in Steiermark nahe der slowenischen Grenze in der südlichen Steiermark. Neben dem Bahnhofsgebäude der ÖBB befindet sich auch eine Vertretung der Slovenske železnice, kurz SŽ, die den Bahnhof in ihren Kursbüchern und in den Handbüchern für Bedienstete unter dem Namen Železniška postaja Špilje führen.

## Lage und Bedeutung
Der Bahnhof befindet sich in Spielfeld, am rechten Ufer der Mur und ist etwa 2,2 km von der Staatsgrenze und 4,5 km vom slowenischen Grenzbahnhof Šentilj entfernt.
Der namensgebende Ort Straß in Steiermark befindet sich etwa zwei Kilometer nördlich vom Bahnhof.
Der Bahnhof ist bei Bahnkilometer 257,9 der Südbahn (von Wien aus) bzw. bei km 615 jugoslawischer Kilometrierung (von Belgrad aus) auf 263 Meter über Adria positioniert. Ferner ist der Bahnhof Ausgangspunkt der Radkersburger Bahn, die nach Osten über die Murbrücke nach Bad Radkersburg führt.
In Spielfeld-Straß hielten zwischen 1918 und dem Beitritt Sloweniens zu den Schengener Abkommen im Dezember 2007 alle internationalen Züge zum Personalwechsel und zur Passkontrolle. Die Zollkontrollen fielen bereits im Mai 2004 weg.

## Personenverkehr

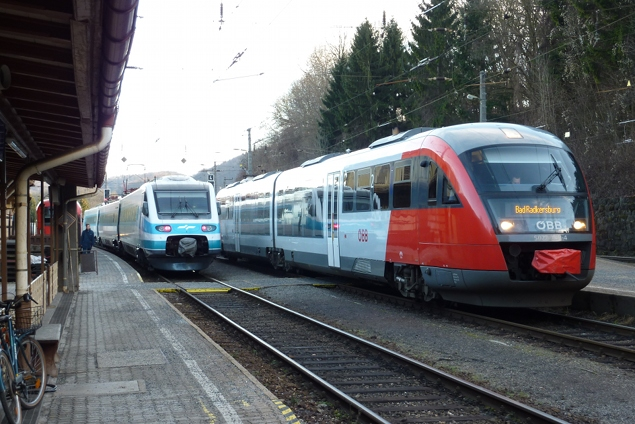
Der Pendolino InterCity Slovenija und die nebeneinander im Bahnhof Spielfeld-Straß, von Norden aus fotografiert. Ganz links ist der Hausbahnsteig zu sehen. (2012)

### Nationale Züge
| Linie                       | Streckenverlauf                                                    | EVU |
| --------------------------- | ------------------------------------------------------------------ | --- |
| S-Bahn Steiermark           | Graz Hauptbahnhof – Leibnitz – Spielfeld Straß                     |     |
| S-Bahn Steiermark           | Spielfeld Straß – Bad Radkersburg                                  |     |
| Regional-Express#Österreich | Graz Hauptbahnhof – Leibnitz – Spielfeld Straß (– Bad Radkersburg) |     |
| LP/LPV                      | Spielfeld-Straß – Maribor (–Ruše/–Zidani Most)                     |     |

### Internationale Züge
| Linie       | Streckenverlauf                                                                                    | EVU      |
| ----------- | -------------------------------------------------------------------------------------------------- | -------- |
| IC 310/311  | Budapest-Keleti ↔ Győr ↔ Szentgotthárd ↔ Graz Hbf ↔ Spielfeld Straß ↔ Maribor ↔ Ljubljana          | /        |
| EC 150/151  | Wien Hbf ↔ Graz Hbf ↔ Spielfeld Straß ↔ Maribor ↔ Ljubljana                                        | /        |
| EC 158/159  | Graz Hbf ↔ Spielfeld Straß ↔ Maribor ↔ Ljubljana ↔ Celje ↔ Dobova ↔ Zagreb                         | / / HŽPP |
| EN1252/1253 | Bratislava ↔ Wien Hbf ↔ Graz Hbf ↔ Spielfeld Straß ↔ Maribor ↔ Ljubljana ↔ Celje ↔ Dobova ↔ Zagreb | / / HŽPP |

### Regionalbusse
| Linie | Streckenverlauf                                        | Unternehmen |
| ----- | ------------------------------------------------------ | ----------- |
| 560   | Leibnitz – Spielfeld-Strass – Mureck – Bad Radkersburg |             |

## Infrastruktur

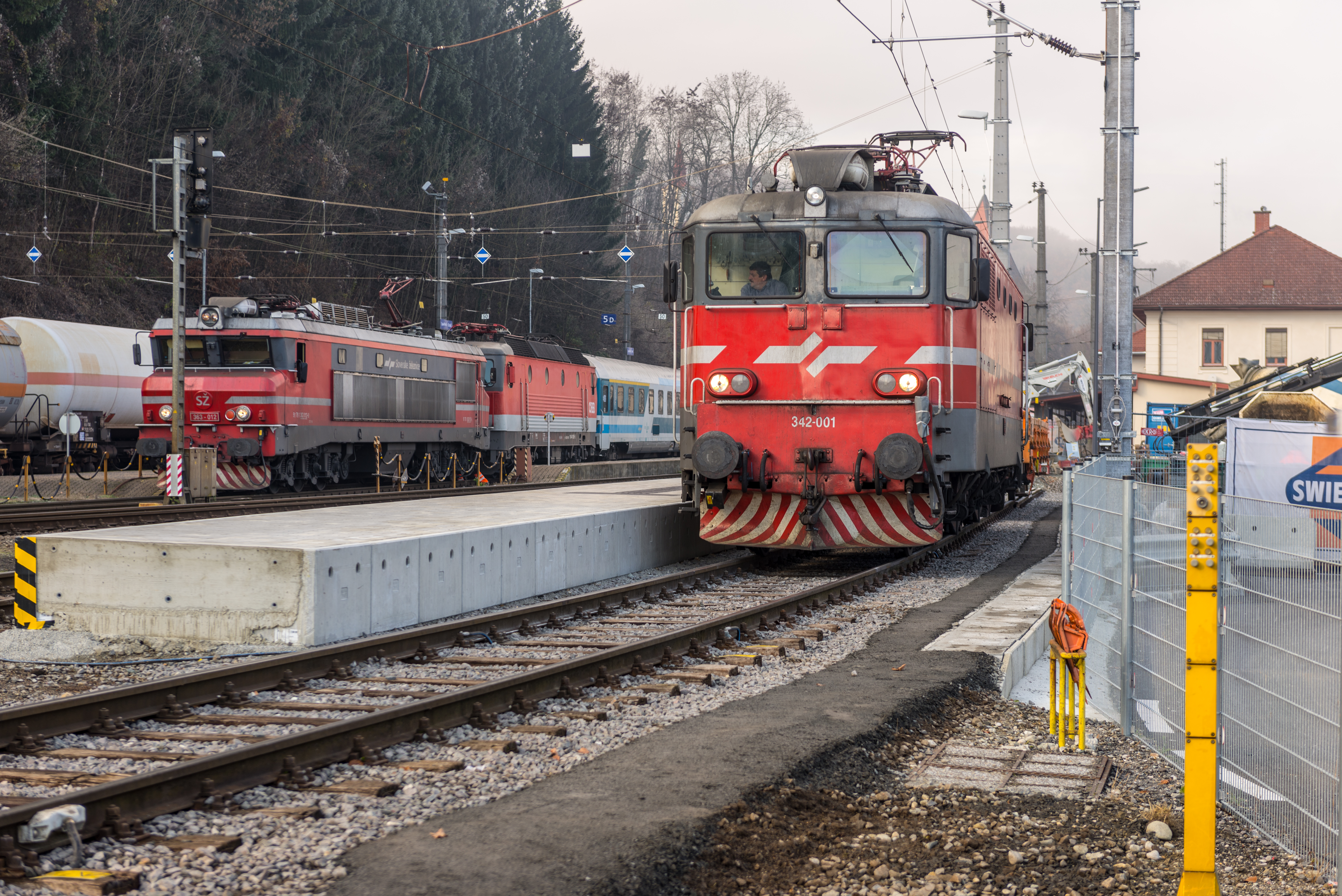
SŽ-Lokomotiven in Spielfeld-Straß (2015)

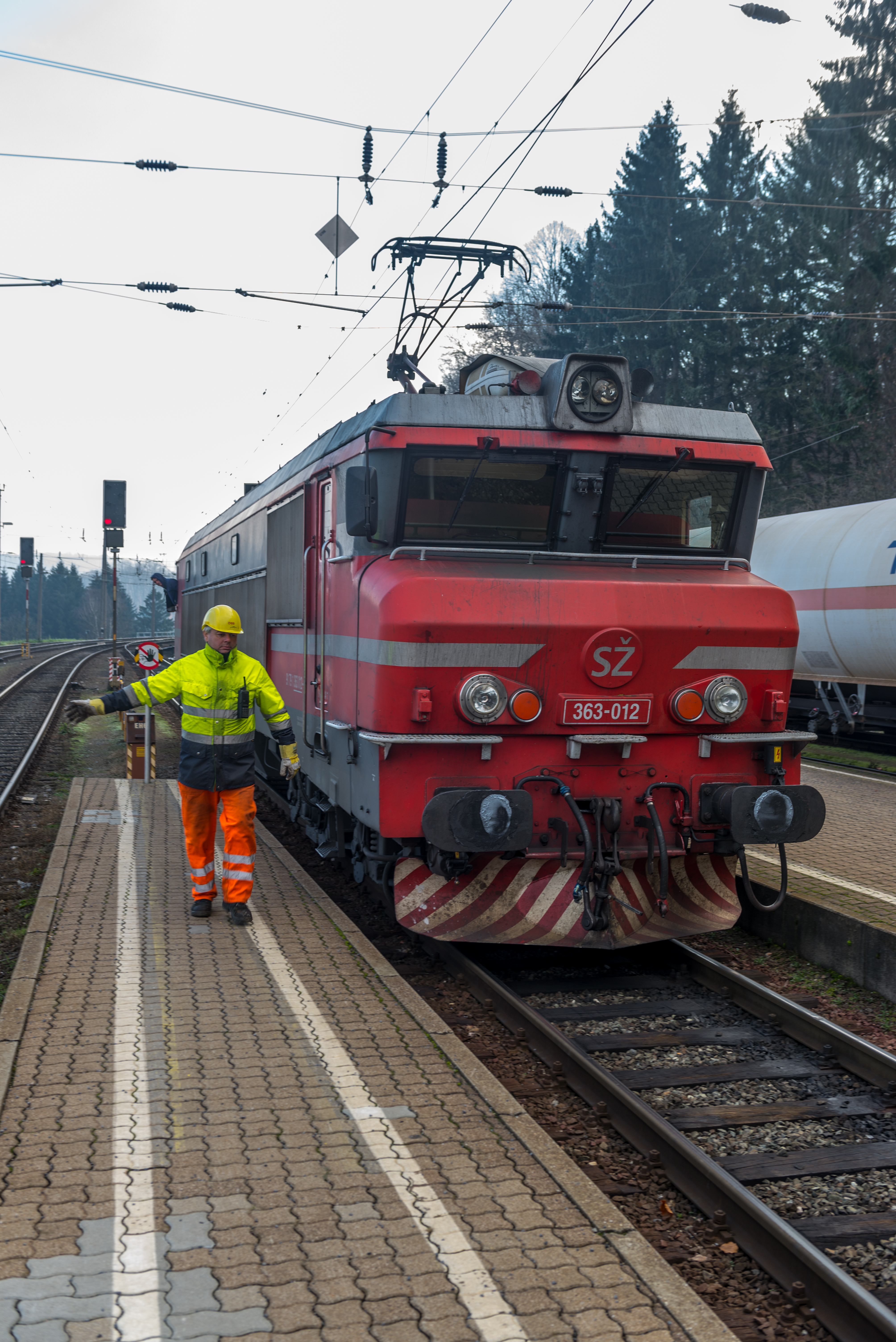
SŽ-Lokomotive wird vor einen EuroCity gekuppelt (2015)

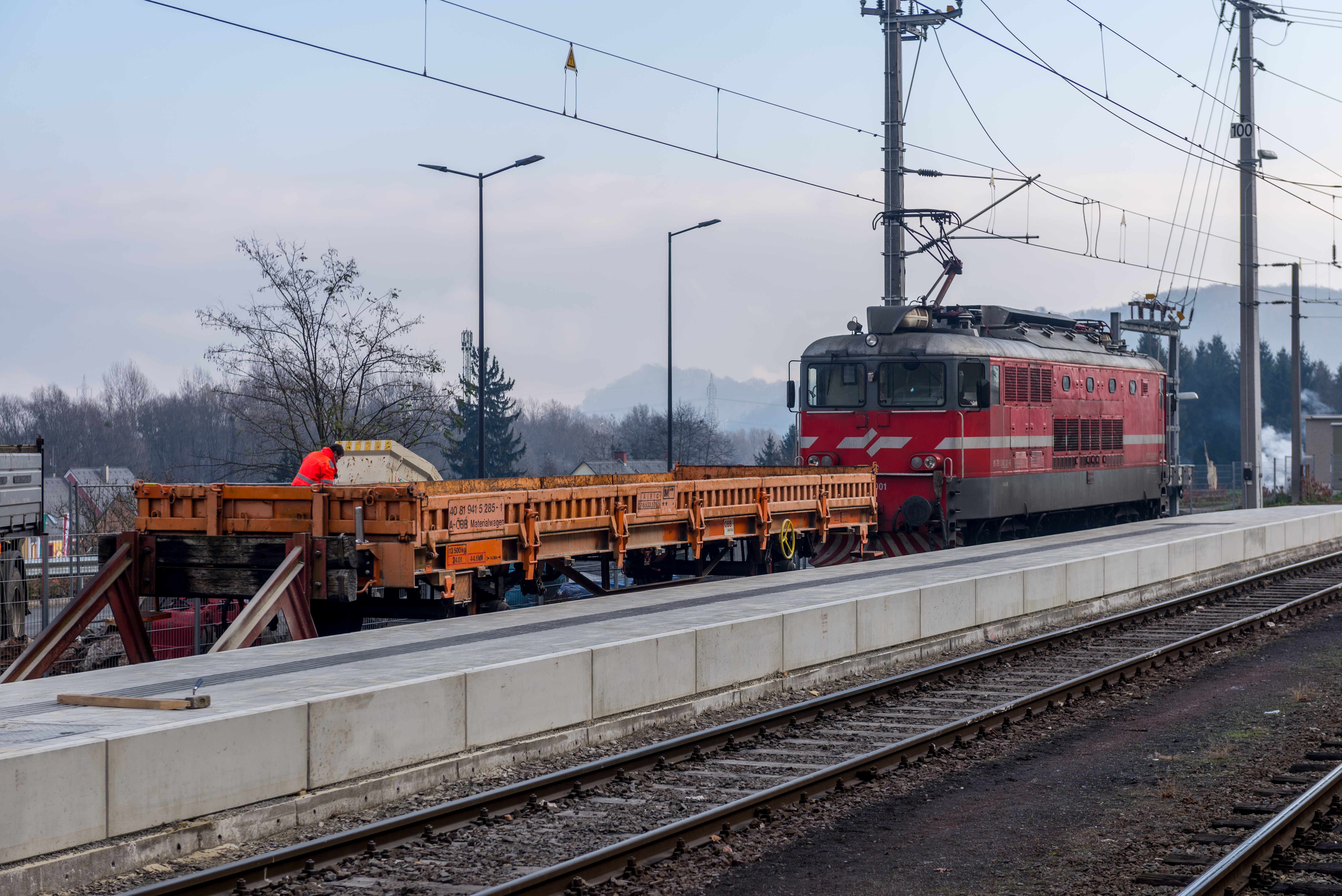
ÖBB-Materialwagen vor einer SŽ-Lokomotive im Bahnhof Spielfeld-Straß (2015)

Die Bahnhofsanlage weist neben dem Bahnhofsgebäude mit einem Hausbahnsteig (Bahnsteig 1) zwei nicht überdachte und vergleichsweise schmale Inselbahnsteige (2/3 und 4/5) mit Zugang über einen schienengleichen Übergang auf, die zu den insgesamt vier Personengleisen führen. Ein fünftes Gleis dient als Güterzugsgleis. Das ehemalige Zollgebäude, in dem auch die Räumlichkeiten der SŽ untergebracht waren, wurde zwischen den Jahren 2012 und 2015 abgetragen. Als Ersatz für die SŽ wurde ein anderes historisches Gebäude am nördlichen Ende das Hausbahnsteiges instand gesetzt.
Am Bahnhof ist eine Park&Ride-Anlage mit Stellplätzen für 80 PKW, 10 Motorräder und 50 Fahrräder.
In der Station existiert ein Fahrkartenautomat, ein Warteraum und eine öffentliche WC-Anlage. Der Bahnhof ist nur beschränkt behindertengerecht.
Die Bahnstrecke ist seit Reparationsleistungen am Ende des Zweiten Weltkrieges zwischen Leibnitz und Maribor eingleisig.

### Oberleitung und Bahnstrom
Im Mai 1972 wurde die Strecke zwischen Graz Hbf und Spielfeld-Straß elektrifiziert, im Mai 1977 die Strecke über die Staatsgrenze nach Maribor. Die Fahrleitungsanlage entspricht österreichischen Normen. Im Bahnhof Spielfeld-Straß liegen die Systemtrennstellen zwischen dem in Österreich üblichen Wechselspannungsnetz mit 15 kV bei 16,7 Hz und dem slowenischen Gleichspannungsnetz mit 3 kV.

#### Abschnitte des Oberleitungssystems im Bahnhof
Die Oberleitung ist im gesamten Bahnhofsbereich auf die momentan benötigte Spannung bzw. Frequenz umschaltbar.
- Einfahrsignal Nord

Oberleitung Nord: Normalschaltung 15 kV, 16,7 Hz Wechselspannung
Oberleitung Mitte: Schutzstrecke, isoliert mit geerdetem Zwischenabschnitt
Oberleitung Süd: Normalschaltung 3 kV Gleichspannung
- Einfahrsignal Süd

Die Bügel-ab-Signale in den Bahnhofsgleisen sind nicht wegdrehbar.

#### Lokwechsel ohne Umschaltung der Oberleitung
Von der Systemumschaltung der Oberleitung wird nur selten Gebrauch gemacht. Der Lokwechsel wird wie auf italienischen Grenzbahnhöfen mit der typischen Quertrennung der Fahrleitung durchgeführt. Die Lokomotive des einfahrenden Zuges bügelt vor dem Erreichen der Trennstelle im Bahnhof ab, damit die Oberleitung auf Normalschaltung belassen werden kann. Der einfahrende Zug rollt mit der verbliebenen kinetischen Energie bis zum Halteplatz vor dem Ausfahrsignal. Die neue Lokomotive steht auf einem Lokwartegleis, nach dem Halt des Zuges und der Fahrstraßenauflösung zieht sie vor und wird mit der bisherigen gekuppelt. Nachdem diese vom Zug abgekuppelt wurde, zieht sie die neue Lokomotive von diesem ab. Der Wagenzug bleibt festgebremst am Bahnsteig stehen, die Fahrgäste können ein- bzw. aussteigen. Nachdem die bisherige Lokomotive abgezogen wurde, werden die Weichen in ein freies Gleis umgestellt und die beiden Lokomotiven getrennt. Die neue Lokomotive stößt die bisherige ab. Sie rollt zurück in das passende Stromsystem, wo der Stromabnehmer wieder angelegt werden kann. Daraufhin wird der Fahrweg für die neue Lokomotive zum wartenden Wagenzug hergestellt, sie wird gekuppelt und nach der Bremsprobe kann der Zug weiterfahren. Dieser Vorgang nimmt insgesamt zwölf Minuten ein.

Bei Güterzügen mit Mehrsystemlokomotiven kann man das Durchfahren dieses Bahnhofs ohne Halt beobachten. Die Lokomotive bügelt hierbei vor oder im Weichenbereich bei der Einfahrt ab. Der Zug passiert die Trennstellen ohne Antrieb mit Eigenschwung, bevor nach dem Bahnhof im jeweils anderen Bahnstromsystem wieder aufgebügelt wird (in der Regel mit einem anderen Stromabnehmer).
Seit dem Fahrplanwechsel im Dezember 2021 werden auch die Personenzüge mit Mehrsystemlokomotiven bespannt, wodurch der Lokwechsel seither entfällt. Der ausschließliche Einsatz von Mehrsystemlokomotiven war zuvor wegen brückenbedingten Achslastbeschränkungen zwischen Šentilj und Maribor auf 20 Tonnen noch nicht möglich. Die durch den entfallenen Lokwechsel gewonnene Zeit dient nun als Puffer, um etwaige Verspätungen bei der Grenzübergabe auszugleichen.